# Andrei Măjeri
Andrei Măjeri (n. 11 iunie 1990, Târgu Jiu) este un regizor de teatru și autor dramatic român, cunoscut pentru montările sale și implicarea activă în teatrul românesc contemporan. A colaborat cu teatre din întreaga țară și a fost distins cu numeroase premii pentru regie și dramaturgie.

## Biografie
Andrei Măjeri s-a născut la Târgu Jiu și a copilărit în Novaci, județul Gorj. A absolvit regia de teatru (licență și masterat) la Facultatea de Teatru și Film a Universității Babeș-Bolyai din Cluj-Napoca, unde și-a susținut ulterior și doctoratul cu tema „Teatralitatea endemică a grupurilor segregate. Anatomia colectivității și psihologia corpului comun”.

## Carieră
A debutat regizoral în 2014, la Teatrul Național din Cluj-Napoca, cu spectacolul Cutia Pandorei de Katalin Thuróczy. A semnat regia a numeroase spectacole în teatre de stat și independente, lucrând în limbile română, maghiară și sârbă. Printre cele mai importante montări se numără:
- Richard al III-lea (2025) – Teatrul Regina Maria, Oradea
- Mesia (2024) – Teatrul Evreiesc de Stat, București
- Cine l-a ucis pe tata? (2023) – Teatrul Metropolis, București
- Zeițe de categoria B (2023) – Teatrelli, București
- Pata oarbă (2022) – Teatrul Național Sârb, Novi Sad (Serbia)
- Eroine (2022) – Teatrul Mihai Eminescu, Botoșani
- Toate lucrurile pe care mi le-a luat Alois (2020) - Reactor de creație și experiment, Cluj-Napoca
- Las Meninas (2019) – Teatrul Maghiar de Stat, Cluj-Napoca
- Medea’s Boys (2018) – Apollo111, București
- Meșterul Manole (2018) – Teatrul Național „Lucian Blaga”, Cluj-Napoca
- Pulverizare (2017) – Apollo111, București
- Nunta însângerată (2017) – Teatrul Național „Marin Sorescu”, Craiova
- Exploziv (2016) – Teatrul Național „Marin Sorescu”, Craiova
- Agamemnon (2015) – Teatrul Național „Lucian Blaga”, Cluj-Napoca

## Activitate ca autor dramatic
Andrei Măjeri este și autor dramatic. A scris piese de teatru care au fost montate și premiate:
- Dingo Dogs  - (în curs de montare, 2025)
- Amplexus  -  (Teatrul Dramatic "Elvira Godeanu", Târgu Jiu, 2018)
- Individual compus  - (Asociația Hearth, 2022)
- True Blue / God of the Gaps – premiat de Uniunea Scriitorilor din România - (Montat sub titlul "Piese de rezistență" - Teatrul "Mihai Eminescu" Botoșani, 2024)

## Premii și distincții
- 2024 – Premiul UNITER pentru cea mai bună regie – Cine l-a ucis pe tata?
- 2024 – Premiul pentru cea mai bună regie, Festivalul de Teatru Scurt Oradea – Cine l-a ucis pe tata?
- 2023 – Premiul Uniunii Scriitorilor pentru dramaturgie – God of the Gaps
- 2023 – Premiul pentru cea mai bună regie, Festivalul de Teatru Scurt Oradea – Toate lucrurile pe care mi le-a luat Alois și Eroine
- 2023 – Premiul II, Concursul de Monodrame „Valentin Nicolau”, Bacău
- 2022 – Premiul II, Concursul de Monodrame „Valentin Nicolau”, Bacău
- 2019 – Marele Premiu, JoakimInterFest, Kragujevac (Serbia) – Medea’s Boys
- 2018 – Premiul pentru cea mai bună regie, Festivalul de Teatru Scurt Oradea – Pulverizare

## Stil regizoral
Stilul regizoral al lui Andrei Măjeri se caracterizează printr-o abordare vizuală puternică, un interes constant pentru corporalitate, teatralitate fluidă și inserarea unor coduri culturale contemporane în texte clasice sau autobiografice. Criticii de teatru remarcă o tendință de a aduce un suflu proaspăt și provocator în montările sale, fie prin estetica pop, fie printr-o transgresare a limitelor de gen și identitate.
În spectacolul „Cine l-a ucis pe tata?” (Teatrul Metropolis, 2023), regizorul „adoptă soluția ingenioasă a multiplicării personajului principal”, folosind o distribuție colectivă pentru a reda „pe mai multe voci” viața personajului și dificultățile sale existențiale. Dinamica scenică rezultată „sugerează un parcurs existențial în același timp banal și semnificativ”.
În „Zeițe de categoria B” (Teatrelli, 2023), Măjeri construiește o estetică inspirată din cultura pop, în care elementele actuale se împletesc cu mitologia contemporană. Spectacolul este un „elogiu Actrițelor cu A mare”, iar regizorul „se joacă savuros cu șabloanele și categorisirile din profesiunea lui de credință, printre care cele trei actrițe jonglează abil și îndrăzneț, cu talent și asumare”.
În „Toate lucrurile pe care mi le-a luat Alois” (Reactor, 2018), regizorul valorifică mijloace teatrale simple și introspective pentru a construi un spectacol profund uman. Criticul Cristina Rusiecki notează:
„Am apreciat în multe rânduri tehnica regizorală a lui Andrei Măjeri, cum știe să mânuiască procedeele, cum gradează, cum imprimă diversitate spectacolelor, cum antrenează felurite reacții în spectator. Bonusul pe care îl câștigă cu Toate lucrurile pe care mi le-a luat Alois este omenescul. Simplitatea omenescului și reacțiile sale infinite. Pesemne aceasta este explicația pentru impactul pe care îl are spectacolul montat la Reactor.”
În „Richard al III-lea” (Teatrul Regina Maria, Oradea, 2025), criticul Luciana Antofi afirmă:
„Și nu orice fel de nebun, ci unul excelent născocit (Petre Ghimbășan, un senzațional Richard al III-lea) și genial mânuit de regizorul Andrei Măjeri împreună cu Trupa «Iosif Vulcan» a Teatrului «Regina Maria» din Oradea, care ține în șah teatral clasic/contemporan, preț de mai bine de două ceasuri, cele mai importante zece piese ale puterii (la care regizorul a redus foarte inspirat aglomeratul univers regal shakespearian cu tot felul de ranguri și relații de la Curte și l-a expediat într-un superb neomedieval-rock – unele costume medievale sunt reinterpretate contemporan în partea de jos, în cheie alb-negru cu elemente de armură argintie, simbolistică regală britanică, accesorizate cu elemente de echipament sportiv, imprimeuri și căști audio (!) – esențializat și inteligibil) pentru care a inventat vremelnic chiar și noi mișcări pe tabla de joc.”
În spectacolul „Eroine” (Teatrul Mihai Eminescu, Botoșani, 2022), criticul Florentin Streche observă:
„Regia lui Andrei Măjeri propune o scenografie a conflictului interior, într-un spațiu gândit ca o carcasă care se contractă. Limbajul său vizual este dominat de tensiune reținută și de o poetică a neliniștii, ce transformă psihologia în gest și tăcere.”

## Legături externe

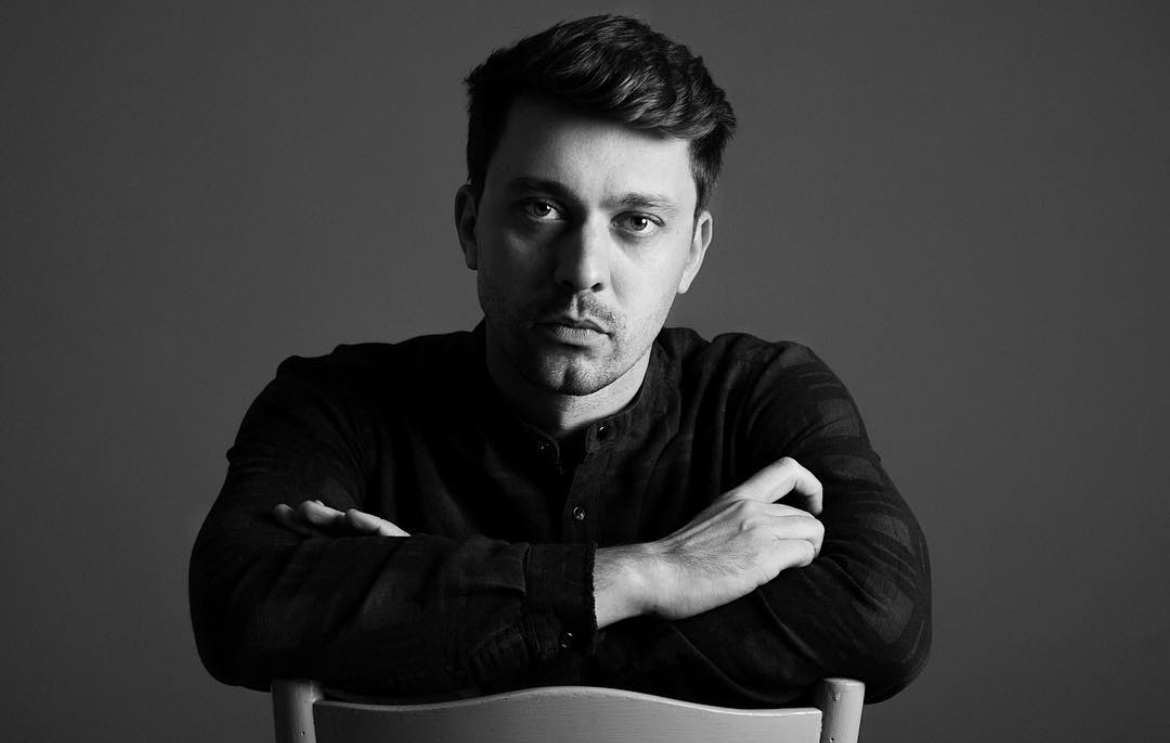
Andrei Măjeri